# Sunut
Sunut is een bestuurslaag in het regentschap Padang Lawas Utara van de provincie Noord-Sumatra, Indonesië. Sunut telt 118 inwoners (volkstelling 2010).